# Creatures of the Night
Creatures of the Night es el décimo álbum de estudio de la banda de estadounidense de hard rock Kiss, publicado el 13 de octubre de 1982 a través de la discográfica Casablanca Records. Este trabajo destacó por ser el primero grabado por solo dos de los miembros originales —el guitarrista Paul Stanley y el bajista Gene Simmons— debido a la salida del guitarrista Ace Frehley, que aun así apareció acreditado como integrante del grupo. Ante la marcha de Frehley, durante la grabación del disco, Stanley y Simmons recurrieron a varios músicos de sesión como Robben Ford o Vinnie Vincent, quien sustituiría al guitarrista como nuevo integrante de la banda.
A pesar de tener una acogida mejor que su antecesor, Music from "The Elder" (1981), el álbum supuso un nuevo fracaso comercial: llegó únicamente al puesto 45 del Billboard 200, no fue certificado como disco de oro por la RIAA hasta 1994 y ninguno de sus sencillos logró entrar en el Billboard Hot 100. Debido a su mala recepción comercial y la baja venta de entradas de los conciertos de su respectiva gira, en 1983 el conjunto decidió abandonar su característico maquillaje hasta la reunión de la formación original en 1996. Con el paso del tiempo, Creatures of the Night fue considerado como uno de los mejores trabajos de Kiss por la prensa especializada, como la revista Rolling Stone, que lo situó como la séptima mejor obra del grupo.

## Trasfondo
Music from "The Elder" (1981), el álbum que precedió a Creatures of the Night, supuso el debut del batería Eric Carr, que había reemplazado a Peter Criss el año anterior. La salida de este último provocó que el guitarrista Ace Frehley quedara en minoría en la toma de decisiones ante el bajista Gene Simmons y el guitarrista Paul Stanley, quienes determinaron que su primer disco con Carr fuera un trabajo conceptual. Music from "The Elder" constituyó el mayor fracaso comercial de Kiss hasta entonces y tras su lanzamiento, Frehley comenzó a distanciarse de la banda debido a la dirección musical tomada por sus compañeros.
En enero de 1982, el grupo realizó una actuación en playback sin el guitarrista en la discoteca Studio 54 de Nueva York para su retransmisión vía satélite en el festival de San Remo. Poco después, Frehley comunicó a los demás integrantes del conjunto su decisión de abandonar Kiss, a pesar de los intentos de estos por hacerle cambiar de opinión. La salida del guitarrista no se haría oficial hasta meses más tarde, debido a que el mánager Bill Aucoin había diseñado un acuerdo conforme este participaría en las apariciones promocionales del nuevo álbum de Kiss. El propio Aucoin, que había trabajado con el cuarteto desde sus inicios, fue el siguiente en ser desvinculado de la banda por diferencias en el uso de los recursos financieros y por su aumento de consumo de drogas.

## Grabación
Tras el fracaso comercial de Music from "The Elder", la compañía distribuidora de sus álbumes en Europa, Phonogram Records; solicitó a la banda que grabara cuatro nuevas canciones para su inclusión en el recopilatorio Killers. Ante este nuevo encargo, el grupo se dirigió a Los Ángeles, en donde los tres músicos conocieron al productor Michael James Jackson en un restaurante. Jackson, que fue elegido debido a que la mayoría de los productores de renombre no devolvían las llamadas a la agrupación, no tenía experiencia con conjuntos de rock, aunque había trabajado con Jesse Colin Young, fundador de The Youngbloods, una de las bandas favoritas de Gene Simmons. Por su parte, el escogido para sustituir a Ace Frehley fue el guitarrista Bob Kulick, quien había participado en el álbum en solitario de Paul Stanley. Tras grabar los cuatro temas en los estudios Record Plant, el disco salió a la venta en junio de 1982, aunque nunca fue editado en los Estados Unidos.

## Música
El álbum comienza con «Creatures of the Night» compuesta por Paul Stanley y Adam Mitchell, un compositor recomendado por el productor Michael James Jackson. De acuerdo con Stanley, la canción surgió en casa de Mitchell y que durante su composición ambos sabían que terminaría abriendo el disco. «Saint and Sinner» fue escrita originalmente por Mikel Japp, quien había trabajado en el primer álbum en solitario de Stanley y a la que posteriormente Gene Simmons incorporó la letra y la melodía. En este tema, el bajista «asume su lado pecaminoso ante una mujer santa que puede marcharse si no está contenta». «Keep Me Comin'», otra de las creaciones de Stanley y Mitchell, fue la última pista compuesta para el álbum. Según Stanley, la canción incorporó algunos de los riffs de «The Oath» (incluida en Music from "The Elder") y tiene el groove de la música de Led Zeppelin.

## Historia del álbum
Hacia 1982, Kiss perdió popularidad en EE. UU. Ello era en parte debido al paisaje cambiante de la música popular, pero también debido a que Kiss se había desviado del estilo de hard rock que los había hecho populares. El LP "Dynasty" de 1979, a la par que cosechó éxito comercial, alienó a muchos fanes originales, con la canción inspirada por la música disco de los setenta "I Was Made for Loving You". En los años ochenta Unmasked fue su primer álbum que no logró el estado de platino desde 1975 "Alive!". La banda ni siquiera emprendió gira americana del álbum, y se enfrentó pronto con los primeros cambios en su formación, con la salida del batería y miembro fundador Peter Criss que no había participado en las sesiones de "Unmasked", y acabó abandonando Kiss oficialmente en mayo de 1980. Fue reemplazado por Eric Carr, un batería más en la línea de John Bonham que Criss, y que los conduciría a un sonido más endurecido.
Las esperanzas de los fanes se levantaron a mediados de 1980 cuando Kiss anunciaron que grabarían un trabajo con un registro más pesado de lo habitual. En cambio, sin embargo, la banda editó "Music from The Elder" a mediados de 1981, un álbum conceptual que se concibió originalmente pensado para complementar una película llamada "The Elder", que finalmente ni se filmó. El álbum contenía baladas, un tramo orquestal corto, y temas líricos más en común con otras bandas. El disco no logró el estatus de oro, y, enfrentó al grupo con el disgusto doble de cancelar en Estados Unidos la gira Unmasked; sólo medió un corto espacio de tiempo antes de que la banda de nuevo cancelara su gira planeada para "The Elder". Además de esta situación, el miembro original de la banda Ace Frehley, pronto dejó la banda tras expresar su disgusto acerca del camino que Kiss había escogido y tras sus escarceos con el alcoholismo.
Con todo, su sello discográfico también había cambiado. Casablanca Records y su fundador Neil Bogart habían vendido el sello a su distribuidor, Polygram, antes de que le diagnosticasen cáncer. Usando una cláusula en su contrato con Casablanca que otorgaba una opción a la banda para dejar el sello si Bogart también lo hiciera, Kiss dejó Casablanca y firmó un multimillonario contrato con Mercury. Irónicamente, Mercury, una producción que también pertenecía a PolyGram, volvió a colocar en los discos el logo de su "viejo" sello, aunque solo fuera en un aspecto estético.
Después del fracaso de "The Elder", Kiss se percató de la necesidad de cumplir su promesa de grabar con un registro más pesado. El primer ingrediente importante era el guitarrista, Vinnie Vincent (Vicent Cusano), a quien la banda había recientemente reclutado. Vincent, conocido por su virtuosismo y sus largos y complejos solos de guitarra, trajo un estilo más pesado al grupo; inicialmente trabajaba con Kiss para grabar las demos, pero no era todavía un miembro de la banda.
Cuando las sesiones para "Creatures of the Night" comenzaron en julio de 1982, Kiss era esencialmente un trío. Frehley todavía aparecía en las fotos promocionales con la banda pero había esencialmente terminado su implicación musical con Kiss. Sólo después del lanzamiento del disco, y tras una gira corta por Europa, se hizo palpable que Frehley, aún miembro de Kiss oficialmente, no estaba en el grupo. El reemplazo de la Guitarra solista para Frehley en la gira de "Creatures of the Night" era Vincent Cusano, que por entonces había tomado el nombre de Vinnie Vincent y el personaje del "Guerrero Egipcio" para su maquillaje y apariencia escénica.
Musicalmente, "Creatures of the Night" era la grabación más pesada del grupo, y se emparejó después sólo con Revenge en 1992. El estilo de rock progresivo de Music from "The Elder" y el Pop de Dynasty y Unmasked estaban completamente ausentes en "Creatures of the Night". En su lugar era un sonido tan Heavy metal como la banda nunca había estado. "I Still Love You", fue la única balada en del disco, un tema más oscuro que cualquier balada que Kiss hubieran lanzado. la producción del disco contribuyó a la pesadez - en particular, el sonido de la batería de Eric Carr (por insistencia de Simmons) era más, aún más pesado que en cualquier álbum de Kiss anterior, y todavía es considerado por los críticos como uno de los sonidos de batería más pesados y oscuros en cualquier álbum de rock.
Creatures of the Night, es el primer álbum de Kiss en que el peso de las voces recayó exclusivamente en Gene Simmons o Paul Stanley.
La banda editó un video para "I Love It Loud". En él aparecía el equipo de batería de Eric Carr convertido en un tanque metálico (con un torreón móvil). las Llamas y explosiones también aparecían en abundancia. Aunque Frehley no había tocado en el álbum, aparecía en el video como guitarrista rítmico, aunque es Stanley quien ejecuta el solo.

## Recepción
A pesar de las críticas positivas, "Creatures of the Night" no devolvió la banda al lugar comercial que había sostenido cinco años antes. Aunque el disco tuvo más éxito que "The Elder" (#45), tampoco logró el estatus de oro (hasta 1994). La gira que siguió (Creatures of the Night Tour), la primera gira americana de la banda desde "Dynasty", fue esencialmente un fracaso; las arenas medio-llenas eran la regla, no la excepción; ello a pesar de que uno de los momentos álgidos de la banda se produce en esta gira, con sus multitudinarios conciertos en Brasil, tocando ante multitudinarias audiencias en Río de Janeiro y en São Paulo, donde el 25 de junio de 1983, en el estadio Morumbi, Kiss ofrece su último concierto con maquillaje hasta la gira de reunión en 1996. Años más tarde, los fanes de Kiss y especialistas, han venido considerando a "Creatures of the Night" como un trabajo que se encuentra entre los más destacables de la banda. Sin embargo, está claro que los cambios múltiples en la formación de la banda e imagen y estilos musicales de 1979 hasta 1981 habían operado un daño severo. Como resultado, aunque musicalmente rico, "Creatures of the Night" representó una cierta desilusión comercial para Kiss.

## Lista de canciones
| Lado 1 |                          |                                    |               |          |  |
| N.º    | Título                   | Escritor(es)                       | Voz principal | Duración |  |
| 1.     | «Creatures of the Night» | Paul Stanley, Adam Mitchell        | Stanley       | 4:02     |  |
| 2.     | «Saint and Sinner»       | Gene Simmons, Mikel Japp           | Simmons       | 4:50     |  |
| 3.     | «Keep Me Comin'»         | Stanley, Mitchell                  | Stanley       | 3:55     |  |
| 4.     | «Rock and Roll Hell»     | Simmons, Bryan Adams, Jim Vallance | Simmons       | 4:11     |  |
| 5.     | «Danger»                 | Stanley, Mitchell                  | Stanley       | 3:54     |  |

| Lado 2 |                    |                          |               |          |  |
| N.º    | Título             | Escritor(es)             | Voz principal | Duración |  |
| 1.     | «I Love It Loud»   | Simmons, Vinnie Vincent  | Simmons       | 4:15     |  |
| 2.     | «I Still Love You» | Stanley, Vincent         | Stanley       | 6:06     |  |
| 3.     | «Killer»           | Simmons, Vincent         | Simmons       | 3:19     |  |
| 4.     | «War Machine»      | Simmons, Adams, Vallance | Simmons       | 4:14     |  |

## Créditos
Kiss
- Gene Simmons - bajo, voz, guitarra rítmica en «Killer» y «War Machine»
- Paul Stanley - guitarra rítmica, voz
- Eric Carr - batería, percusión, coros, bajo en «I Still Love You»
- Ace Frehley - guitarra solista[nota 1]

| Músicos de sesión - Vinnie Vincent - guitarra solista en «Saint and Sinner», «Keep Me Comin'», «Danger», «I Love It Loud», «Killer» y «War Machine» - Robben Ford - guitarra solista en «Rock and Roll Hell» y «I Still Love You» - Steve Farris - guitarra solista en «Creatures of the Night» - Adam Mitchell - guitarra rítmica en «Creatures of the Night» - Jimmy Haslip - bajo en «Danger» - Mike Porcaro - bajo en «Creatures of the Night» | Producción - Michael James Jackson, Gene Simmons, Paul Stanley - producción - George Marino - masterización - Michael Barbiero, David Bianco, Niko Bolas, Richard Bosworth, Kevin Eddy, Dave Wittman - ingeniería - Bob Clearmountain - mezcla - Bernard Vidal - portada |

## Posición en las listas
| País           | Lista               | Mejor posición | Ref.  |
| -------------- | ------------------- | -------------- | ----- |
| Alemania       | German Albums Chart | 42             | [ 1 ] |
| Estados Unidos | Billboard 200       | 45             | [ 2 ] |
| Italia         | FIMI Album top 100  | 25             | [ 3 ] |
| Noruega        | Topp 40 Album       | 31             | [ 4 ] |
| Países Bajos   | Album Top 100       | 34             | [ 1 ] |
| Reino Unido    | UK Albums Chart     | 22             | [ 5 ] |
| Suecia         | Sverigetopplistan   | 22             | [ 6 ] |

| País                     | Lista                  | Mejor posición   | Ref.             |                  |                  |                  |                  |                  |                  |                  |                  |                  |                  |
| «I Love It Loud»         | «I Love It Loud»       | «I Love It Loud» | «I Love It Loud» | «I Love It Loud» | «I Love It Loud» | «I Love It Loud» | «I Love It Loud» | «I Love It Loud» | «I Love It Loud» | «I Love It Loud» | «I Love It Loud» | «I Love It Loud» | «I Love It Loud» |
| ------------------------ | ---------------------- | ---------------- | ---------------- | ---------------- | ---------------- | ---------------- | ---------------- | ---------------- | ---------------- | ---------------- | ---------------- | ---------------- | ---------------- |
| Canadá                   | Canadian Singles Chart | 45               | [ 7 ]            |                  |                  |                  |                  |                  |                  |                  |                  |                  |                  |
| «Creatures of the Night» |                        |                  |                  |                  |                  |                  |                  |                  |                  |                  |                  |                  |                  |
| Reino Unido              | UK Singles Chart       | 34               | [ 5 ]            |                  |                  |                  |                  |                  |                  |                  |                  |                  |                  |